# Tüdeviin Üitümen
Tüdeviin Üitümen (en mongol: Түдэвийн Үйтүмэн, conocido internacionalmente como Tudev Ujtumen; 27 de agosto de 1939-1993) fue un maestro de ajedrez mongol. Se convirtió en el primer Maestro Internacional de Mongolia en 1965.
En 1969, ganó el torneo Zonal de Asia Occidental en Singapur. En el torneo Interzonal de Palma de Mallorca en 1970, empató entre los puestos 20.º y 22.º (ganó Bobby Fischer).
En otros torneos internacionales, jugó principalmente en la Unión Soviética. Ocupó el 15.º puesto en Sochi 1964 (memorial de Chigorin, victoria de Nikolai Krogius); también lo hizo en Sochi 1965 (memorial de Chigorin, victoria de Wolfgang Unzicker y Borís Spaski) también lo hizo en La Habana 1967 (IV Ejército, victoria de Vlastimil Hort); empató en los puestos 11.º-13.º en Tiflis 1971 (memorial de Goglidze); y también lo hizo en Dubna 1973 (victorias de Mikhail Tal y Ratmir Jólmov).
Ujtumen ganó el Campeonato de Ajedrez de Mongolia en tres ocasiones: 1972, 1978 y 1986. Jugó seis veces representando a Mongolia en las Olimpíadas de Ajedrez (1964-1974). Ganó la medalla de oro individual en el segundo tablero (+11 −1 =5) en Tel Aviv 1964 y la plata en el segundo tablero (+12 −3 =3) en Siegen 1970.